# Nemequene
Nemequene († 1514), también llamado Nymyquyne, o Nemeguene, fue un Zipa de Bacatá que gobernó durante veinticuatro años, desde 1490 hasta su muerte, en 1514. Fue considerado como el mayor legislador de los muiscas, después de Bochica y Nompanen. Creó una norma legal, conocida como el Código de Nemequene, cuyas leyes estuvieron vigentes incluso hasta algún tiempo después de la conquista española.
Durante su reinado se consolidaron las fronteras del Zipazgo, sometiendo para ello a los múltiples rivales internos.

## Etimología del nombre
La palabra Nemequene, en muysccubun, tiene dos posibles significados: 
1. «Hueso de jaguar», interpretado erróneamente por los españoles como "hueso de león".
2. Y «fuerza de jaguar»
Se trata de una palabra compuesta por dos vocablos: nymy (jaguar, o gato montés) y quyne (hueso o fuerza).
Como la vocal "y" era pronunciada por los muiscas de manera intermedia entre la "e" y la "i", pero más cercana a la "e", ha perdurado la grafía "e" en la escritura de la palabra, como Nemequene, en vez de Nymyquyne.

## Ascenso al trono

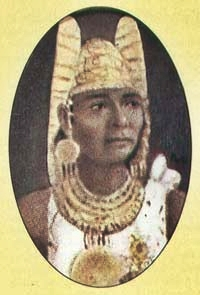
Nemequene.

En 1490 murieron el Zipa Saguamanchica y el Zaque Michuá en la Batalla de Chocontá. El sucesor de Saguamanchica fue su sobrino, el general de los ejércitos del Zipazgo, Nemequene, quien, recién entronizado, convocó a un concejo de Uzaques (nobles de sangre pura), para nombrar a su sobrino, Tisquesusa, como príncipe heredero y general de los ejércitos. Nemequene confió a Tisquesusa el mando de cuarenta mil güechas (guerreros muiscas), con la misión de someter a los sutagaos, que al enterarse de la muerte de Saguamanchica se habían sublevado con el ánimo de recuperar su independencia y liberarse del yugo del Zipazgo. Encomendada esta misión, Nemequene se ocupó de reunir otro ejército para hacer frente a nuevas invasiones de los panches, quienes también se habían sublevado al enterarse de la muerte de Saguamanchica.

## Pacificación del Zipazgo

### Sometimiento de Zipaquirá
El Cacique de Zipaquirá, alentado por los de Guatavita y Ubaté, decidió aprovechar las difíciles condiciones del comienzo del reinado de Nemequene para declararle la guerra al nuevo Zipa. Entre tanto Nemequene, enterado de la rebelión, decidió adelantarse a su enemigo y salirle al encuentro, al mando de dieciséis mil güechas. Los dos ejércitos se encontraron entre Chía y Cajicá, donde las tropas de Bacatá vencieron a las de Zipaquirá. De inmediato Nemequene regresó a Funza, capital del Zipazgo, donde entró al tiempo con Tisquesusa, quien volvía triunfante luego de haber vencido y sometido a los sutagaos.

### Sometimiento de los sutagaos
El príncipe heredero, Tisquesusa, había partido al mando de cuarenta mil güechas, con los que marchó por entre la senda de Tibacuy y Pasca para atacar a los sutagaos, mientras, en otro frente, los enviados de Nemequene fortificaban y guarnicionaban las fronteras con los panches. El Cacique de Fusagasugá, al enterarse de la cercanía de Tisquesusa, intentó huir, dejando a su ejército desorganizado. Sin embargo, Tisquesusa lo capturó y lo ejecutó en el acto. Luego, dejó en Tibacuy una guarnición de güechas y partió para Bacatá con un inmenso botín.

### Sometimiento de Guatavita

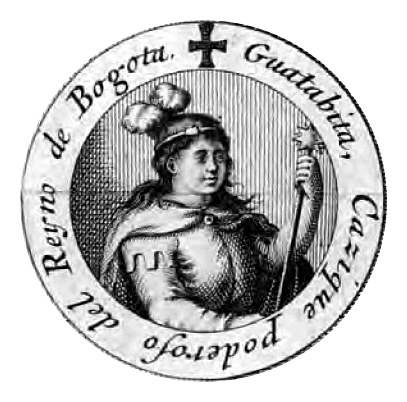
Cacique de Guatavita.

Ante las continuas rebeliones de Guatavita, que se remontaban al reinado de Saguamanchica, Nemequene ideó una estratagema para lograr un sometimiento definitivo de ese rival.
Guatavita era una región reconocida por poseer los mejores orfebres, por lo que de todas partes de la Confederación Muisca se solicitaban los servicios de estos artesanos. Sin embargo, para evitar el despoblamiento, Guatavita tenía una política migratoria que consistía en que por cada artesano orfebre que enviara a otra región, el solicitante debía retribuir a Guatavita enviando a dos de sus habitantes.
En vista de esto, Nemequene comenzó a solicitar, poco a poco, que le fueran enviados orfebres de Guatavita a Funza, pero en lugar de retribuir con habitantes comunes, enviaba güechas (guerreros muiscas) infiltrados. Para esto, Nemequene se ganó la complicidad del Cacique de Guasca, quien en principio era aliado de Guatavita. 
Cuando Nemequene consideró que en Guatavita había suficientes güechas suyos infiltrados, se dirigió con sigilo, acompañado por un pequeño ejército, y una noche, haciendo señas con fuego a los que estaban dentro del cercado de Guatavita (pues esta era la señal convenida), atacó el cercado desde fuera, mientras los güechas infiltrados atacaban desde el interior. Guatavita fue incendiada, su Cacique fue asesinado, junto con toda su familia y buena parte de sus súbditos. Nemequene nombró a un hermano suyo como nuevo Cacique de Guatavita y dejó allí una guarnición permanente.

### Sometimiento de Ubaque

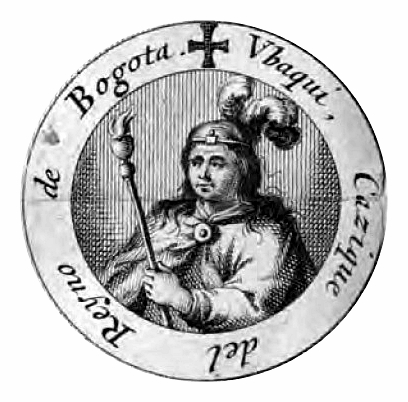
Cacique de Ubaque.

Tras haber sometido a Guatavita, Nemequene marchó con su ejército contra Ubaque, cuyo asedio duró siete meses, durante los cuales hubo continuas batallas y escaramuzas. Al final, el Cacique de Ubaque, preocupado por la penosa situación de su gente ante el hambre y las epidemias provocadas por el asedio, decidió rendirse y pactar la paz con el Zipa. El acuerdo consistió en el total sometimiento de Ubaque, el pago de tributos y el derecho del Zipa a realizar visitas de inspección cada vez que lo estimara conveniente. Además, el Cacique de Ubaque cedió al Zipa a sus dos hijas más hermosas como esposas. Nemequene solamente tomó a la mayor, mientras que la menor la dio a su hermano, el nuevo Cacique de Guatavita. Luego estableció una guarnición permanente en Ubaque y se dispuso a regresar a Funza, cargado de un inmenso botín. En Funza se celebraron varios días de fiestas y sacrificios a los dioses, en agradecimiento por las continuas victorias del Zipa.

### Sometimiento de Ubaté, Simijaca y Susa
Los Caciques de Ubaté, Simijaca y Susa se habían aliado para hacer frente común contra el Zipa. Sin embargo, no se habían puesto de acuerdo sobre quién de ellos lideraría la alianza, por lo que, cuando Nemequene partió para confrontarlos, estos se encontraban en completo desacuerdo.
En camino a Ubaté, las tropas del Zipa tenían que pasar por el boquerón de Tausa, donde el Cacique de Ubaté les tenía preparada una emboscada. Sin embargo, Nemequene hizo pregonar que estaba dispuesto a darle muerte a todos los habitantes de Ubaté, sin perdonar la vida a nadie, por lo que estos, presas del miedo, huyeron, dejando paso libre al Zipa, quien ocupó la población y obtuvo un cuantioso botín. De inmediato, Nemequene marchó contra Simijaca y Susa, a los que venció sin dificultad, fijando aquellas tierras como frontera con los muzos y anexándolas bajo la jurisdicción de Guatavita. Luego de dejar establecidas guarniciones militares, regresó a la Corte de Bacatá.

### Muerte del Cacique de Guatavita y juicio del de Ubaque

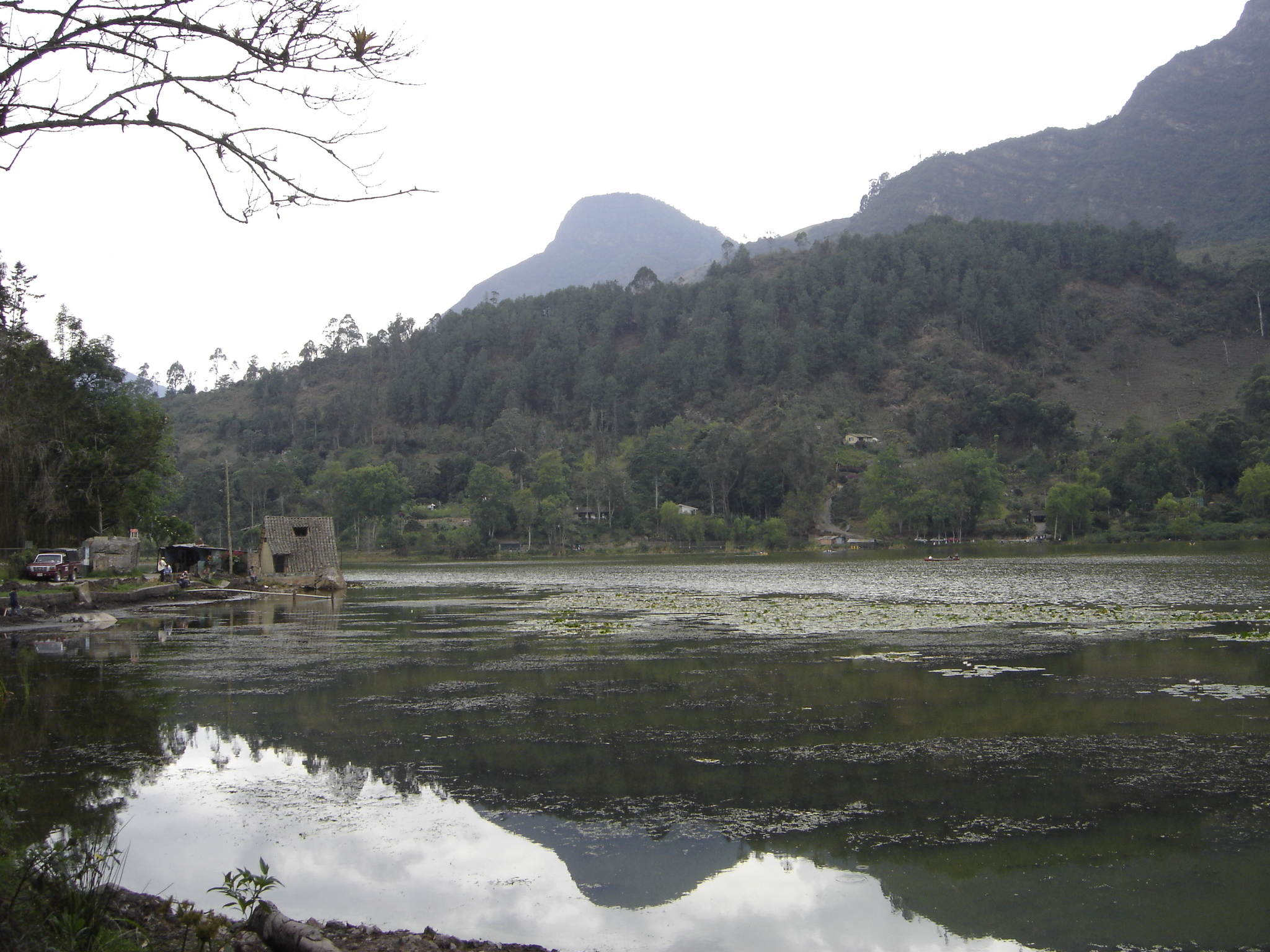
Laguna de Ubaque, a la que el Cacique de Guatavita habría arrojado el tesoro robado al de Ubaque.

Habiendo sabido el nuevo Cacique de Guatavita, hermano de Nemequene, que el cacique de Ubaque poseía un gran tesoro, determinó arrebatárselo, para lo cual fue a Ubaque con el pretexto de realizar una visita de inspección, como el Zipa lo había ordenado. Una noche, descubrió el tesoro, que era custodiado por algunos guardias en un peñón junto a la laguna de Ubaque. Al enterarse el Cacique de que le robaban su tesoro, se apresuró con su ejército para sitiar al ladrón. El peñón fue rodeado, y el asedio duró cinco días, hasta que el Cacique de Guatavita, desesperado por el hambre, mandó a los que le acompañaban a arrojar el tesoro a la laguna, y luego se abrió paso por entre los enemigos, resultando muerto, junto con los suyos, al ser acribillados con múltiples disparos de flechas. 
El Cacique de Ubaque, temeroso de que el Zipa tomara represalias por la muerte de su hermano, envió una comisión de embajadores a Nemequene con el mensaje de que le perdonase por lo ocurrido, al haber actuado en legítima defensa de sus bienes. Junto con los embajadores, envió multitud de esclavos cargados de presentes. El Zipa no recibió ninguno de los presentes, sino que mandó que regresasen con ellos a Ubaque, y luego escuchó atentamente el mensaje de los embajadores. Al final mandó comparecer en su presencia al Cacique de Ubaque. Este se puso en camino hacia Funza, esta vez llevando como regalo a veinte de las más hermosas doncellas de su provincia, cien cargas de mantas de algodón y muchas más de esmeraldas, oro y plata.
Al llegar el Cacique de Ubaque a Funza, presentó los regalos que llevaba al Zipa, pero este solo aceptó una manta por cortesía. Durante el juicio, el Cacique expuso sus razones, y Nemequene dio como veredicto el encierro del Cacique durante siete meses, luego de los cuales fue puesto en libertad y pudo volver a ejercer su cargo en Ubaque. Antes de irse de Funza, el Cacique de Ubaque le insistió al Zipa que aceptara sus presentes, pero éste volvió a rechazarlos.

## El Código de Nemequene

### El Concejo Supremo de Suba
Una vez estuvo consolidada la paz dentro del Zipazgo, y a fin de establecer leyes permanentes al interior de sus dominios, Nemequene creó un Concejo Supremo, dirigido por el Cacique de Suba, ante cuyas decisiones no habría posibilidad de apelación. Dicho Concejo estaba encargado de hacer cumplir las leyes dictadas por Nemequene en su código de justicia. 

### Contenido del Código
- Pena de muerte contra el homicida, aunque le perdonasen la mujer, los padres y los parientes de la víctima, pues solo Chiminigagua, quien daba la vida, podía perdonar al que la quitaba.

- Pena de muerte para el hombre soltero que violase a una mujer. En caso de que el hombre fuera casado, se le permitiría a dos hombres solteros dormir con su esposa, pues esta deshonra era considerada por los muiscas aun peor que la muerte.

- El hombre que cometiese incesto con su madre, hija, hermana o sobrina, sería metido en un pozo estrecho lleno de agua y sabandijas, y cubierto por una losa grande de piedra hasta que muriese. Lo mismo para las mujeres que incurriesen en el mismo delito.

- Pena de muerte para los sodomitas.

- Si una mujer moría al dar a luz, pero sobrevivía el bebé, el marido de la difunta debía hacerse responsable de la crianza de la criatura. En caso de que el bebé también muriera, el marido debía dar la mitad de sus bienes a sus suegros, o a los hermanos o parientes más cercanos de su difunta esposa. Si el marido no tenía posesiones suficientes, debía entregar a los deudos de su esposa un buen número de mantas de algodón. En caso contrario, se le perseguiría hasta darle muerte.

- Al ladrón de menor cuantía se le sentenciaba a la pena de azotes. Al ladrón de mayor cuantía se le dejaba ciego aplicándole fuego delante de los ojos. Al ladrón reincidente, se le clavaban punzantes espinas en los ojos.

- Ningún cacique o noble, por importante que fuera, podía subir en andas, sino solamente el zipa o la persona a quien él concediese ese privilegio (las andas eran un tablero con una silla adosada que, sostenido por dos varas paralelas y horizontales, servía para conducir al zipa sobre los hombros de sus criados).

- Solo los uzaques (caciques de más alta jerarquía después del zipa) tenían permiso para horadar sus narices para ponerse narigueras, y perforar sus orejas para ponerse pendientes y las joyas que quisiesen.

- Los bienes de las personas que morían sin herederos legítimos pasaban a ser propiedad del zipa. Los únicos herederos legítimos eran los sobrinos, los hermanos y los hijos, en ese orden.

- Al güecha que mostrase cobardía cuando fuera convocado para la guerra, o durante ella, se le despojaría de sus vestiduras de hombre y se le obligaría a vestirse de mujer, ocupándose en las labores que consideraban propias del sexo femenino por el tiempo que el zipa juzgase conveniente.

- Pena de muerte al güecha que se retirase de la batalla antes de que lo hiciese su capitán.

- Para delitos menores o leves, las penas más comunes eran romper la manta del delincuente o cortarle el cabello.

## Batalla de Las Vueltas
Una vez que el Zipazgo estuvo relativamente pacificado, Nemequeme convocó a un Concejo de Uzaques, a los que les expresó su deseo de declarar la guerra contra el Zaque Quemuenchatocha, sucesor de Michuá, pues consideraba una afrenta que el Zaque estuviera a su mismo nivel, y no sometido a su autoridad.
Al enterarse del plan de invasión, el Zaque preparó un ejército de cincuenta mil güechas, de los cuales doce mil habían sido enviados por el Sumo Sacerdote de Iraca. Entre tanto, el ejército del Zipa fue organizado así: Zaquesazipa, hermano de Tisquesusa, comandaría la vanguardia del ejército; Tisquesusa iría a la retaguardia, mientras que Nemequene obraría como general en jefe. La batalla definitiva tuvo lugar en el sitio de "Las Vueltas", por donde corre un pequeño arroyo del mismo nombre, y fue sostenida por ambas partes desde el mediodía hasta casi entrada la noche. El ejército del Zipa ya contaba con la victoria, cuando Nemequene, entusiasmado por el ardor del combate, se lanzó al campo contrario, donde fue herido por un dardo en el pecho. La noticia se propagó rápidamente entre sus hombres, pero Zaquesazipa impidió la deserción, ordenando en cambio una retirada cuidadosa. El zaque Quemuenchatocha volvió a Hunza satisfecho por no haber perdido territorio, mientras que Nemequene fue trasladado, durante cinco días y cinco noches, sin parar, hasta el palacio de Funza, donde fue atendido sin éxito por los chyquy (sacerdotes muiscas) y chamanes. A su muerte, fue sucedido por su sobrino, Tisquesusa.